# 日笠麗奈
日笠 麗奈（ひかさ れいな、1988年10月19日 - ）は、岡山県出身の女性ファッションモデル。

## 来歴・人物
- 第3回ニコラ読者モデルオーディションの最終審査で落選したが、第4回ニコラ読者モデルオーディションで5530人の中から選ばれ、グランプリを獲得した（当時中学1年）[1]。ニコラでは、新垣結衣と同期。ニコモ時代は「レナ姉」の愛称で親しまれていた[要出典]。
- ニコモ当時は、ニコモの中でも一二を争うコスメフリークであった[要出典]。
- 2009年春、明け方にテレビでモーニング娘。の「しょうがない夢追い人」を見たことでアイドルにハマる。後にももいろクローバーのイベントに通うようになり、やがてKSDD（クソDD＝DD（誰でも大好き）を極めた者の意）を自称。2014年6月より「エンタメNEXT」（徳間書店）でアイドルに関するコラムを執筆[2]。同事務所でアイドルヲタクの先輩である二宮なゆみ・小口桃子、振付師の竹中夏海とともに「なでksジャパン」を結成、ヲタ活に勤しんでいる。
- 2015年6月にデビュー時からの所属事務所であったスペースクラフトを退社し、フリーに転向し[3]、その後プラチナムプロダクション所属していた。

## 出演

### CM
- タカラ BRATZ
- 三菱鉛筆 ボールペン ユニボールシグノビット（2006年）
- 任天堂Wii マリオパーティ8（2007年）
- 郡山ビューホテル 「手紙を読んで感動…」篇
- NHK BS放送開始20周年キャンペーン『BS20才、ドき・ドき!!』（2009年）

### バラエティー番組
- Parky Party（テレビ東京）
- さんまのSUPERからくりTV（TBS） - アシスタント

### インターネットテレビ
- DD.ディスティネーション（2013年12月14日 - 2014年6月28日、テレ朝動画） - 司会[4][5]
- ASCII@LIVE 2016（2016年10月23日、ニコニコ生放送「アスキーチャンネル」） - 総合司会[6][7][8][9]

### MV
- Negicco「矛盾、はじめました。」（2016年） [10]

### スチール
- ナルミヤインターナショナル 「エンジェルブルー」、「ブルークロスガール」
- 駿台予備校 冬期講習
- トンボ 「OLIVE de OLIVE　SCHOOL」
- 郡山ビューホテル・ブライダル イメージモデル

## 書籍

### 雑誌
- ニコラ（新潮社） - 元専属
- non-no（集英社）- 37巻3号
- セシールカタログ CUPOP